# ほしおび
『ほしおび』は、2014年3月31日から毎日放送で放送されているテレビショッピング番組。

## 概要
当番組では、TBS系列の毎日放送と同系列の通信販売を運営するグランマルシェ（現・TBSグロウディア）が事業を展開している。番組開始から2016年9月30日までは月曜 - 金曜 10:54 - 11:00。2015年10月30日からは4時台で『ほしおびモーニング』が開始された。
2016年10月7日よりTBS制作の『ひるおび!・午前』の35分拡大に伴い、金曜 9:55 - 10:24に集約・拡大して放送されることになった。

## 出演者
MC
- レッド吉田（TIM） - 京都出身◎5児のパパ
- 保田圭 - 新米主婦◎夫はシェフ
- 石黒彩 - ショッピング大好き◎3児のママ

プレゼンター
- ビッグムーン大月（大月勇） - シャカリキ営業マン
- 笑福亭鉄瓶 - 師匠は笑福亭鶴瓶◎1児のパパ
- 藤井日菜子 - 大阪・都島育ち
- 三枝雄子 - メイク、美容担当
- 柴田綾 - 生まれも育ちも大阪◎十三
- あだち理絵子 - 2児のママ
- 石原祐美子（チキチキジョニー）
- ほか

## 放送時間
| 放送期間      | 放送期間      | 放送時間（JST）                  |
| ------------- | ------------- | -------------------------------- |
| 2014年3月31日 | 2016年9月30日 | 月曜 - 金曜 10:54 - 11:00（6分） |
| 2016年10月7日 | 現在          | 金曜 9:55 - 10:24（29分）        |